# Bellegarde-en-Forez
Bellegarde-en-Forez är en kommun i departementet Loire i regionen Auvergne-Rhône-Alpes i centrala Frankrike. Kommunen ligger i kantonen Saint-Galmier som tillhör arrondissementet Montbrison. År 2022 hade Bellegarde-en-Forez 2 004 invånare.

## Befolkningsutveckling
Antalet invånare i kommunen Bellegarde-en-Forez
| Referens: INSEE |